# 甲磺西泮
甲磺西泮（英语：Tolufazepam）是一种苯二氮䓬衍生物药物。研究表明甲磺西泮对动物受试者具有抗惊厥和抗焦虑活性，包括由戊四唑引起的惊厥。